# Platambus punctatipennis
Platambus punctatipennis är en skalbaggsart som beskrevs av Michel Brancucci 1984. Platambus punctatipennis ingår i släktet Platambus och familjen dykare. Inga underarter finns listade i Catalogue of Life.